# Shravasti (distrikt)
Shravasti (hindi: श्रावस्ती) er et distrikt i den indiske delstat Uttar Pradesh. Distriktets hovedstad er Bhinga.

## Demografi
Ved folketællingen i 2011 var det 1,114,615 indbyggere i distriktet, mod 1,176,391 i 2001. Den urbane befolkningen udgør 3,45 % af befolkningen.
Børn i alderen 0 til 6 år udgjorde 18,18 % i 2011 mod 19,99 % i 2001. Antallet af piger i den alder per tusinde drenge er 941 i 2011.